# 歌川芳虎

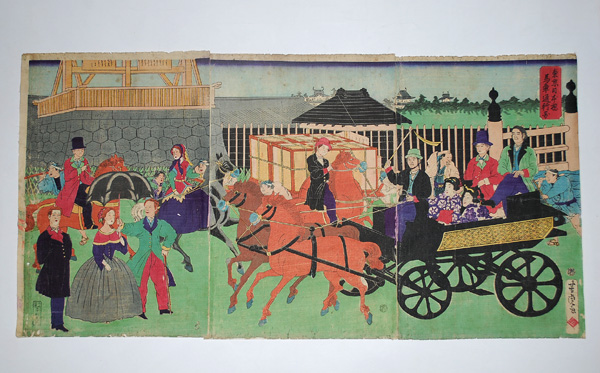
「東京日本橋　馬車通行図」　日本橋通りを行く明治時代の馬車を描く。芳虎画。

歌川 芳虎（うたがわ よしとら、生没年不詳）とは、江戸時代末期から明治時代中期にかけての浮世絵師。幕末から開化期にかけて、歌川貞秀と並び活躍した絵師の一人である。

## 来歴
歌川国芳の門人。本姓は永島、名は辰五郎（または辰之助、辰三郎とも）。歌川を称し、一猛斎、孟斎、錦朝楼などと号した。嘉永3年（1850年）には南鞘町六左衛門店に住んでいた。後に長谷川町、中橋松川町2、明治期に神田鍛冶町6に住んでいる。11歳のときに国芳の門人となり、天保（1830年 - 1844年）の頃から作画を開始している。国芳が得意であった武者絵に秀で、役者絵にも錦昇堂版の役者大首絵などの力作がある。例として「新洞左衛門娘夕しで　坂東三津五郎」があげられる。また美人画シリーズや相撲絵、横浜絵などにおいても活躍しており、幕末の時期において活動的な絵師であった。相撲絵は、国芳門人の中で最も多くの作品を残している。

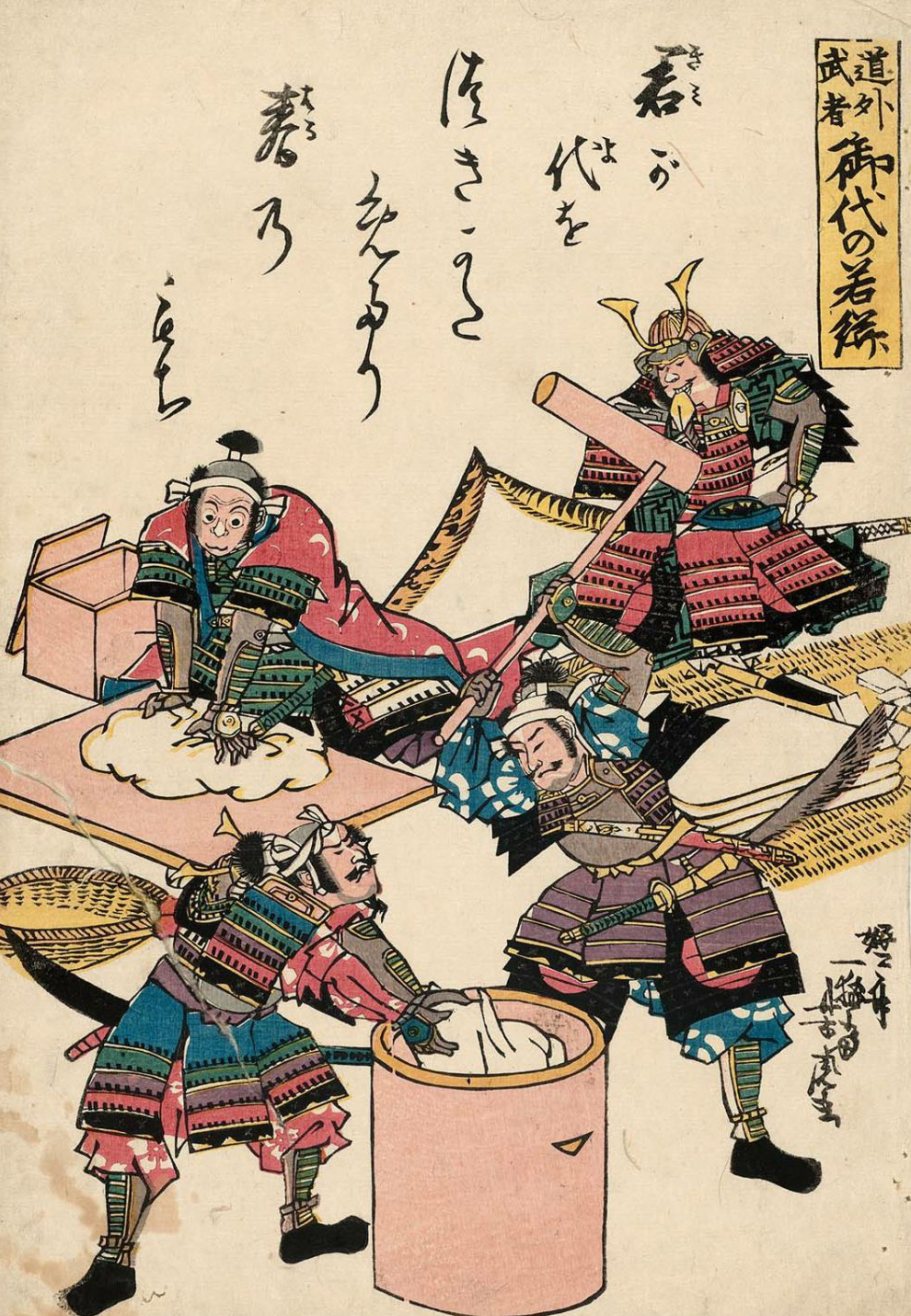
「道外武者 御代の若餅」　画中に「君が代を つきかためたり 春のもち」の句を記す。芳虎画。

天保7年（1836年）から慶応の頃にかけては草双紙の挿絵も手がけている。天保8年または嘉永2年（1849年）閏4月に描いた錦絵「道外武者御代の若餅」では、家康の天下取りを揶揄した落首「織田がつき　羽柴がこねし　天下餅　座して喰らふは　徳の川」に着想を得て、織田信長と明智光秀が搗き、豊臣秀吉がこねた餅を徳川家康が食うという絵を描く。当初この絵を検閲した係名主がその隠された意図に気づかなかったのでそのまま出版されたが、評判となって半日で没収、家康の天下取りを諷刺したとされ、芳虎は手鎖50日の処罰を受ける。芳虎の諷刺精神も国芳に倣うものであった。
その後、安政5年（1858年）に師の国芳より破門を言い渡される。これは国芳と不和になったからといわれるが、国芳が芳虎を破門するに当たり、「乍憚以書付奉申上候」（憚り乍ら書付を以って申上げ奉り候）と行事（町役人）に宛てて出した書状の下書きが残っている。それによれば「芳虎こと辰五郎が腹を立て、俄かに絵師を廃業し歌川芳虎の名も返上すると言い出した。それがどういう理由か自分にもわからないが、当人のたっての希望なので致し方なく絵師を廃業させます」（要約）とあり、要するに国芳には芳虎に対して何の問題も無く、芳虎の側が一方的に師である国芳とは縁を切りたいと申し出たようである。しかし実際には芳虎こと辰五郎は、その後も画業と「芳虎」の名を捨てることなく作品を世に出し続けた。

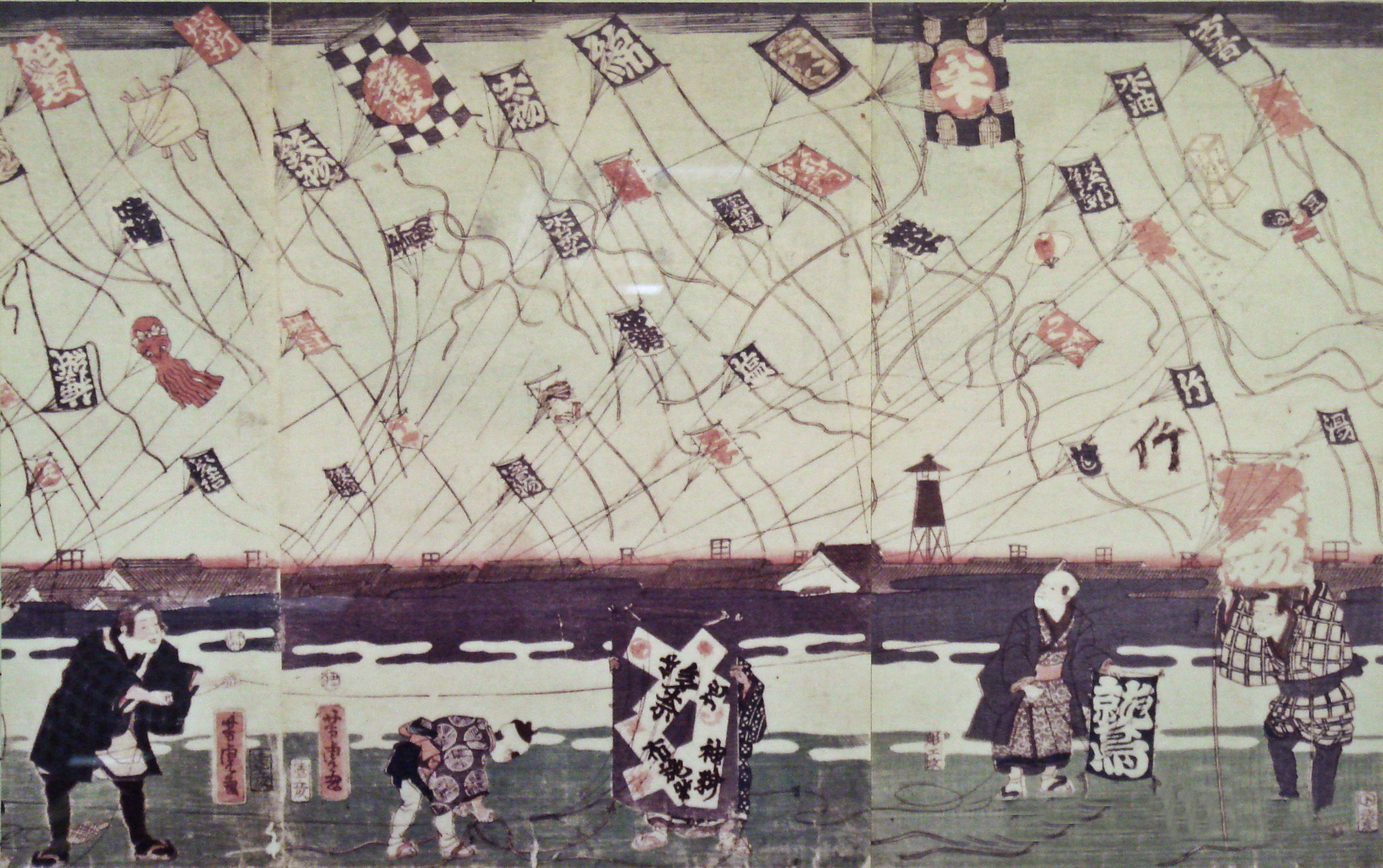
「子供遊 凧あげくらべ」（慶応元年（1865年）） 幕末動乱期の市場物価の高騰を揶揄している。

慶応3年（1867年）のパリ万博では、歌川貞秀らと合作「浮世絵画帳」に加わり江戸美人を描く。その後も錦絵や版本の挿絵にと幅広く活躍し、明治元年（1868年）には錦絵師番付で貞秀に次いで第2位となり、人気絵師のトップクラスに上っている。芳虎が最も活躍したのは明治維新前後の目新しい風俗を描いた横浜絵や開化絵の分野で、作品数は多い。横浜開港後に「武州横浜八景」や「万国づくし」などの外国人や居留地の風俗、また「北亜墨利加洲」や「亜墨利加国」のような、当時の多くの日本人にとっては未知の外国風景も描いた。明治に入っても「当世十二時」シリーズのように吉原美人を描く一方、「蒸気車陸道通行図」のような鉄道物の錦絵や「新聞名所」で洋風建築を描き、西南戦争を扱った錦絵の戦争画も手がけた。
明治6年（1873年）に国芳の十三回忌が行なわれた際、門人たちによって三囲神社の境内に一勇斎歌川先生墓表という石碑が建てられた。この石碑には当時すでに故人だった者も含めた国芳一門の名が刻まれているが、そのなかに芳虎の名は見当たらない。芳虎は国芳に破門されていたので、国芳一門の内に入れられなかった。作画期は現在のところ、錦絵では明治14年の「内国勧業博覧会内列品ノ図」、版本挿絵では明治15年（1882年）5月刊行の『楠公一代記』、『清正一代記』が最後で、それ以後の消息と没年については不明である。河鍋暁斎の『暁斎画談』外篇・巻之上では、芳虎は歌川芳員の上に乗り掛かって暴れている様子が描かれており、気性の荒い人物だったと伝わる。門人に永島春暁、歌川虎香がいる。

## 作品

### 版本挿絵
- 『濡燕稲妻草紙』　合巻　※調布作、嘉永4年（1851年）に刊行
- 『長壁狐妖婦奇談』　合巻　※西馬作、嘉永5年刊行
- 『桜紅葉命棧』　合巻　※琴彦作、嘉永6年刊行
- 『小夜鵆白波草紙』　合巻　※仙果作、安政4年（1857年）刊行
- 『扶桑名所名物集』　狂歌本　※安政4年から安政7年（1860年）に刊行
- 『童絵解万国噺』　合巻　※仮名垣魯文作、文久元年（1861年）刊行
- 『鐄花猫目鬘』　合巻　※魯文作、文久3年（1863年）刊行
- 『金鈴善悪譚』　合巻　※慶応2年（1866年）刊行
- 『藪鶯八幡不知』　合巻　※有人作、慶応2年刊行

### 錦絵
- 「侠客本朝育之内　平井権蜂」　大判　早稲田大学演劇博物館所蔵
- 「侠客本朝育之内　寺西閑心」　大判　早稲田大学演劇博物館所蔵
- 「侠客本朝育之内　唐犬権兵衛」　大判　早稲田大学演劇博物館所蔵
- 「侠客本朝育之内　鐘彌左衛門」　大判　早稲田大学演劇博物館所蔵
- 「侠客本朝育之内　幡隨蝶平」　大判　早稲田大学演劇博物館所蔵
- 「四世市川小団次の武智十兵衛光秀」　大判　千葉市美術館所蔵
- 「高須遊君地獄太夫染衣　五代目坂東彦三郎 薪水」　縦大判　東京国立博物館所蔵
- 「坂東しうかの吉野屋治平娘おみつ他」　大判3枚続　※天保11年、「一猛斎芳虎」の落款
- 「新洞左衛門娘夕しで　坂東三津五郎」　大判　早稲田大学演劇博物館所蔵　※大首絵、文久2年
- 「7肉芝仙人妖術を授く図」　大判3枚続　ボストン美術館所蔵
- 「庚申山の妖怪」　大判3枚続　くもん子ども浮世絵ミュージアム所蔵
- 「三韓征伐之図」　縦大判3枚続　ボストン美術館所蔵
- 「加藤清正朝鮮遠征船上の図」　縦大判3枚続　東京経済大学図書館所蔵
- 「保元平治合戦源義朝白河殿夜討之図」　縦大判3枚続　石川県立美術館所蔵
- 「紫野大徳寺信長公焼香図」　大判3枚続　千葉市美術館所蔵　※嘉永3年
- 「摂州兵庫求女塚合戦」　縦大判3枚続　神戸市立博物館所蔵
- 「鹿児島暴徒出陣の図」　大判3枚続　※明治10年
- 「筑前国天木町の暴党記」　大判3枚続　早稲田大学図書館所蔵　※明治10年
- 「五色和哥　定家公」　大判　くもん子ども浮世絵ミュージアム所蔵
- 「風流弥生月」　縦大判3枚続　石川県立美術館所蔵
- 「当世十二時之内」　大判12枚揃　※万延
- 「道外武者　御代の若餅」　大判　※天保8年または嘉永2年
- 「道外上下見ノ図」　大判2枚続　くもん子ども浮世絵ミュージアム所蔵
- 「諸病諸薬の戦い」　縦大判　国際日本文化研究センター所蔵
- 「麻疹養生之傳」　縦大判　国際日本文化研究センター所蔵
- 「麻疹後の養生」　縦大判　国際日本文化研究センター所蔵
- 「家内安全ヲ守十二支之図」　大判　※安政5年 太田記念美術館所蔵
- 「隅田川雪見」　大判　※弘化
- 「東都名所八景之内」　大判8枚揃　※安政
- 「浅草金龍山広小路之図」　大判3枚続　※安政6年
- 「東都芝浦之風景」　大判3枚続　※文久3年
- 「亜墨利加国風船打上」　大判3枚続　※慶応3年
- 「蒸汽車陸道通行図」　大判3枚続　※明治3年
- 「東都高縄蒸気車往来之図」　大判3枚続　※明治4年
- 「東京八景之内」　大判揃物　※明治4年
- 「東京名所新橋之図」　大判3枚続　※明治12年
- 「内国勧業博覧会内列品ノ図」　大判3枚続　※明治14年
- 「美代崎乃秋の月」　フリーア美術館内アーサー・M・サックラー・ギャラリー所蔵
- 「野毛乃晴嵐」　フリーア美術館内アーサー・M・サックラー・ギャラリー所蔵
- 「横浜外国人遊行之図」　フリーア美術館内アーサー・M・サックラー・ギャラリー所蔵
- 「亜墨利加人遊行酒盛」　大判　※文久元年
- 「横浜之新港ニ五箇国之異人調練之図」　大判3枚続　神奈川県立歴史博物館所蔵　※文久3年
- 「万国づくし」　大判連作　※万延元年。「あめりか人」、「おらんだ人」、「英吉利人」ほか
- 「五箇国之内　魯斉亜人」　大判
- 「仏狼西国」　大判3枚続　※慶応元年
- 「北亜墨利加合衆国華盛都府之図」　大判3枚続　神戸市立博物館所蔵　※慶応2年
- 「湊川大合戦之図」